# 桃園市方曙商工高級中等學校
方曙學校財團法人桃園市方曙商工高級中等學校是一所位於臺灣桃園市龍潭區的私立技術型高中。

## 學校沿革

### 演變與發展
- 1967年2月，方曙商工由創辦人方雨庵博士於汐止籌備設校，同年八月奉准立案招生
- 1982年奉准遷校於桃園縣龍潭鄉現址。汐止舊校區後來發展為宏國大鎮
- 1990年增設飛機修護科
- 1992年更名為私立方曙工業家事職業學校
- 1998年增設餐飲管理科及資料處理科
- 2003年增設輪調式餐飲管理科
- 2004年增設綜合職能科
- 2004年更名為「私立方曙高級商工職業學校」。
- 2005年與台灣積體電路製造股份有限公司合作辦理「半導體產業專班」。
- 2006年為教育部「產學攜手計畫」辦理學校。﹙第一所私立高職、已連續四年均獲核准﹚
- 2008年獲教育部中部辦公室選為「高職優質化輔助方案」之辦理學校。
- 2009年與宏達國際製造股份有限公司合作辦理「無線寬頻產業專班」。
- 2019年增設照顧服務科

### 歷任校長
| 任期 | 姓名       | 任職日期   | 離職日期   | 異動原因 |
| ---- | ---------- | ---------- | ---------- | -------- |
| 1    | 沈變龍先生 | 1967年9月  | 1975年5月  |          |
| 2    | 彭俊懷先生 | 1975年5月  | 1982年     |          |
| 3    | 胡毓津先生 | 1982年     | 1994年3月  |          |
| 4    | 廖聲顯先生 | 1994年4月  | 1995年7月  |          |
| 5    | 李富雄先生 | 1995年8月  | 1999年7月  |          |
| 6    | 張勇助先生 | 1999年8月  | 2001年8月  |          |
| 7    | 劉明龍先生 | 2001年9月  | 2002年2月  |          |
| 8    | 邱慶祥先生 | 2002年2月  | 2003年1月  |          |
| 9    | 李義三先生 | 2003年2月  | 2004年7月  |          |
| 10   | 王建成先生 | 2004年8月  | 2006年1月  |          |
| 11   | 邱慶祥先生 | 2006年2月  | 2007年7月  |          |
| 12   | 游適華先生 | 2007年8月  | 2009年1月  |          |
| 13   | 邱慶祥先生 | 2009年2月  | 2009年11月 |          |
| 14   | 吳義褔先生 | 2009年12月 | 2010年7月  |          |
| 15   | 張錫輝先生 | 2010年8月  | 2011年7月  |          |
| 16   | 方孟禹先生 | 2011年8月  | 2015年7月  |          |
| 17   | 高儀樺先生 | 2015年8月  | 2018年7月  |          |
| 18   | 馮愛琴女士 | 2018年8月  | 2020年7月  |          |
| 19   | 張玉平先生 | 2020年8月  | 2021年7月  |          |
| 20   | 黃俊燁先生 | 2021年8月  | 2022年7月  |          |
| 21   | 吳佳嬅女士 | 2022年8月  | 2023年7月  |          |
| 22   | 蘇柳村先生 | 2023年8月  | 2024年1月  |          |
| 23   | 曾春榮先生 | 2024年2月  | 2024年8月  |          |
| 24   | 王美金女士 | 2024年8月  | 現任       |          |

## 科系簡介
- 高職部
  - 資訊科
  - 飛機修護科
  - 餐飲管理科
  - 綜合職能科
  - 照顧服務科
- 進修學校
  - 資訊科
  - 餐飲管理科

## 外部連結
- 私立方曙高級商工職業學校 （页面存档备份，存于）